# Leviapseudes carpoapsudes
Leviapseudes carpoapsudes är en kräftdjursart som beskrevs av Nomen Nudum. Leviapseudes carpoapsudes ingår i släktet Leviapseudes och familjen Apseudidae. Inga underarter finns listade i Catalogue of Life.